# Liga Nacional 1988-1989 (calcio femminile)
L'edizione 1988-1989 della Liga National è la prima edizione assoluta della massima serie del campionato spagnolo femminile di calcio. Il campionato è stato vinto dal Peña Barcilona. Non sono previste retrocessioni in Segunda División.

## Stagione

### Formula
Il primo torneo è formato da 9 squadre che si affrontano in un girone all'italiana con partite di andata e ritorno, per un totale di 16 giornate. Sono previsti 2 punti per vittoria, 1 per il pareggio e 0 per la sconfitta. La squadra prima classificata è campione di Spagna e non sono programmate retrocessioni. 

## Squadre partecipanti
| Club                             | Città                |
| -------------------------------- | -------------------- |
| CD Atlético Santa María del Camí | Santa Maria del Camí |
| Barcellona                       | Barcellona           |
| Espanyol                         | Barcellona           |
| Olímpico Fortuna                 | Madrid               |
| Parque Alcobendas                | Alcobendas           |
| Peña Barcilona                   | Barcellona           |
| Puente Castro                    | León (Spagna)        |
| Sabadell                         | Sabadell             |
| Vallès Occidental                | Sabadell             |

## Classifica finale
|  | Pos. | Squadra                          | Pt | G  | V  | N | P  | GF | GS | DR  |
|  | ---- | -------------------------------- | -- | -- | -- | - | -- | -- | -- | --- |
|  | 1.   | Peña Barcilona                   | 24 | 16 | 10 | 4 | 2  | 41 | 12 | +29 |
|  | 2.   | Parque Alcobendas                | 23 | 16 | 10 | 3 | 3  | 46 | 24 | +22 |
|  | 3.   | Espanyol                         | 20 | 16 | 7  | 6 | 3  | 39 | 26 | +13 |
|  | 4.   | Barcellona                       | 20 | 16 | 7  | 6 | 3  | 29 | 24 | +5  |
|  | 5.   | Vallès Occidental                | 18 | 16 | 8  | 2 | 6  | 35 | 21 | +14 |
|  | 6.   | Olímpico Fortuna                 | 18 | 16 | 8  | 2 | 6  | 35 | 29 | +6  |
|  | 7.   | Sabadell                         | 11 | 16 | 4  | 3 | 9  | 26 | 49 | -23 |
|  | 8.   | Puente Castro                    | 6  | 16 | 2  | 2 | 12 | 21 | 52 | -31 |
|  | 9.   | CD Atlético Santa María del Camí | 4  | 16 | 1  | 2 | 13 | 19 | 54 | -35 |

Legenda:
      Campione di Spagna, ammessa alla Copa de la Reina 1990
Note:
Due punti a vittoria, uno a pareggio, zero a sconfitta.

## Risultati
|                               | Pba  | Alc  | Esp  | Bar  | Val  | For  | Sab  | Pca  | Sma  |
| ----------------------------- | ---- | ---- | ---- | ---- | ---- | ---- | ---- | ---- | ---- |
| Peña Barcilona                | –––– | 2-3  | 0-0  | 3-0  | 2-1  | 3-0  | 2-2  | 3-0  | 2-0  |
| Parque Alcobendas             | 0-4  | –––– | 7-3  | 4-0  | 1-1  | 2-1  | 6-1  | 3-2  | 4-0  |
| Espanyol                      | 1-1  | 3-3  | –––– | 2-2  | 0-1  | 2-2  | 3-0  | 6-1  | 4-0  |
| Barcellona                    | 0-0  | 1-0  | 1-1  | –––– | 2-1  | 1-1  | 3-2  | 3-3  | 5-0  |
| Vallès Occidental             | 1-3  | 0-3  | 2-1  | 0-1  | –––– | 3-4  | 5-0  | 2-0  | 6-0  |
| Olímpico Fortuna              | 1-0  | 0-3  | 2-3  | 2-1  | 0-1  | –––– | 4-1  | 4-2  | 7-1  |
| Sabadell                      | 2-6  | 3-2  | 2-3  | 1-1  | 0-5  | 4-2  | –––– | 3-2  | 2-0  |
| Puente Castro                 | 0-5  | 2-4  | 1-4  | 2-5  | 1-1  | 0-2  | 3-1  | –––– | 2-0  |
| Atlético Santa María del Camí | 1-5  | 1-1  | 1-3  | 2-3  | 3-5  | 2-3  | 2-2  | 6-0  | –––– |